# TROS-Produktieprijs
De TROS-Produktieprijs was tussen 1975 en circa 1981 een muziekprijs die georganiseerd werd door de Nederlandse publieke omroep TROS. De prijs werd in het leven geroepen, omdat het Grand Gala du Disque niet meer werd georganiseerd. Tijdens dat gala werden tot dan toe de Edisons uitgereikt.
De Produktieprijs werd in tien categorieën toegekend aan artiesten die een goed nationaal product hadden voortgebracht. Daarnaast werden de arrangeurs, tekstschrijvers en componisten bekroond die aan het eindproduct hadden meegewerkt.

## Geschiedenis
De prijsuitreiking werd op 27 april 1975 voor het eerst live op televisie uitgezonden. Als prijs werden Gouden Grammofoons uitgereikt.
De tweede uitzending werd opgenomen op 16 maart 1976 en twee weken later uitgezonden. Er was dit jaar kritiek op de jury, omdat deze niet als onafhankelijk werd gezien, door nieuwsbladen variërend van De Telegraaf tot Het Vrije Volk. De jury bestond bestond bijvoorbeeld vrijwel uitsluitend uit medewerkers van de TROS. Daarnaast hadden meerdere juryleden meegewerkt aan platen die in de prijzen vielen. Pim Jacobs had het programma aanvankelijk niet willen presenteren, omdat de jury de prijs onder meer had toegekend aan zijn vrouw Rita Reys en zijn goede vriend Thijs van Leer. Omdat de jurering unaniem was gebeurd, zegde hij uiteindelijk niet af.
De prijs werd vervolgens enkele jaren niet meer toegekend, totdat de TROS hem in 1979 nieuw leven inblies. In dit jaar werden bronzen Apollo's uitgereikt. Ook het jaar erna werd de prijs uitgereikt.

## Lijst van winnaars
De volgende lijst met prijswinnaars is niet compleet.
1975
- Jack de Nijs
- André Moss
- Conny Vandenbos
- Piet Veerman
- Tony Dirne

1976
- Martine Bijl, ... zingt Hans Christian Andersen
- Gerard Cox en Frans Halsema, Wat je zegt ... dat ben je zelf
- Alexander Curly, Vette jus en boerenjongens
- André van Duin en Frans van Dusschoten, André van Duins Pretmachine
- Rita Reys, George Gershwin song book
- Thijs van Leer, Introspection 2
- Lucifer, As we are
- Conny Vandenbos, Van dichtbij
- Herman van Veen, Tien jaar
- Mike Rondell, Goin' back in time

1979
- André van Duin e.a., Lack om het leven (revue)
- BZN
- Margriet Eshuijs
- Flairck
- Toon Hermans
- Kayak
- Jacques Kloes
- Anita Meyer
- Benny Neyman
- Lee Towers
- Conny Vandenbos

## Galerij
| De TROS Produktieprijs, zoals Jack Jersey hem in 1975 ontving, wordt met een sleuteltje aangedraaid, waarna de melodie van Reich mir die Hand uit Don Giovanni van Wolfgang Amadeus Mozart ten gehore wordt gebracht. |
| De TROS Produktieprijs, zoals Jack Jersey hem in 1975 ontving, wordt met een sleuteltje aangedraaid, waarna de melodie van Reich mir die Hand uit Don Giovanni van Mozart ten gehore wordt gebracht.                  |